# برتغاليون
البرتغاليون (بالبرتغاليَّة: Portugueses) هم مجموعة عرقية رومانسيَّة، وهي الجماعة العرقية الأصلية في البرتغال وهي تشترك في ثقافة برتغالية مشتركة وتتحدث باللغة البرتغالية. دينهم السائد هو المسيحية، على مذهب الرومانية الكاثوليكية، على الرغم من أن شرائح أقلوية من السكان ليس لها أي انتماء ديني. تاريخياً، يشمل تراث الشعب البرتغالي ما قبل الكلت والكلت والذين ينحدر منهم غالبية السكان.
إستقر كل من الرومان والإغريق والقبائل الجرمانية المهاجرة مثل السويبيين والوندال والقوط الغربيين في ما هو اليوم بالبرتغال. وغزت الجمهورية الرومانية شبه الجزيرة الايبيرية خلال القرنين الأول والثاني قبل الميلاد. ونتيجة للإستعمار الروماني، فإن غالبية اللغات المحلية تنبع من اللاتينية السوقية. وبسبب النطاق التاريخي الكبير من القرن السادس عشر للإمبراطورية البرتغالية والإستعمار اللاحق للأراضي في آسيا وأفريقيا والأمريكتين، وكذلك نتيجة الهجرة التاريخية والحديثة، يمكن العثور على مجتمعات برتغالية في العديد من المناطق المختلفة حول العالم، والتي تضم شتات برتغالي كبير.
بدأ الشعب البرتغالي بقيادة عصر الاستكشاف الذي بدأ في عام 1415 مع غزو سبتة وتوج بإمبراطورية مع ضمه للمناطق أصبحت الآن جزءًا من أكثر من 50 دولة. واستغرقت الإمبراطورية البرتغالية قرابة 600 عام، وشهدت نهايتها عندما أعيدت ماكاو إلى الصين في عام 1999. وقد ساعد اكتشاف العديد من الأراضي غير المعروفة للأوروبيين في الأمريكتين وأفريقيا وآسيا وأوقيانوسيا (جنوب غرب المحيط الهادي) في تمهيد الطريق أمام العصر الحديث، والعولمة وهيمنة الحضارة الغربية.

## الأصول

### الأصول التاريخية
يعتقد أن غالبية البرتغاليون ترجع أصولهم الي جنوب غرب أوروبا.
أقرب المجموعات البشرية التي سكنت البرتغال كانت شعوب العصر الحجري القديم الذين وصلوا إلى شبه جزيرة إيبيريا منذ حوالي 35000 الي 40000 عام. تفترض الأبحاث حول كروموسوم واي و mtDNA الخاص بالبرتغاليين أن أنسابهم ترجع إلى شعوب العصر الحجري الذين سكنوا أوروبا بعد العصر الجليدي.

## السمات العامة
صفاتهم مماثلة لسائر شعوب أوروبا الغربية وجنوب أوروبا ومتقاربة ثقافياً معهم. هناك صلات واضحة مع شعوب البحر الأبيض المتوسط الشعر أسود أو بني داكن وعيون بنية غالباً ولكن يوجد الشعر الأشقر والعيون الزرق.